# Brzuchowo
Brzuchowo – wieś w Polsce położona w województwie kujawsko-pomorskim, w powiecie tucholskim, w gminie Kęsowo przy drodze wojewódzkiej nr 241 i na trasie zawieszonej linii kolejowej Tuchola-Koronowo.
W latach 1975–1998 miejscowość administracyjnie należała do województwa bydgoskiego.
W miejscowości był przystanek kolejowy Brzuchowo.